# Ясавеев, Искэндэр Габдрахманович
Искэндэр Габдрахманович Ясавеев (тат. Искәндәр Габдрахман улы Ясәвиев; род. 21 сентября 1971, Сосногорск, Коми АССР, РСФСР, СССР) — российский социолог, специалист по вопросам социального конструкционизма, теории, конструировании и дискурсе социальных проблем, медиа и девиантности, репрессивной уголовной политики как социальной проблемы, практики тюремного заключения в России и в других обществах, социальных проблем ВИЧ/СПИДа, стигматизации. Доктор социологических наук (2006), доцент (2001). Доцент кафедры социологии Института социально-философских наук и массовых коммуникаций Казанского (Приволжского) федерального университета (2000—2015), старший научный сотрудник Центра молодёжных исследований Высшей школы экономики (2015—2022).

## Биография

### Образование, учёная и преподавательская работа
Родился 21 сентября 1971 года в Сосногорске Коми АССР. Из семьи служащих. Отец — Габдрахман Нурмухаметович, нефтяник; мать — Светлана Гумеровна, учитель; в дальнейшем развелись. Имеет двух сестёр.
Окончил школу № 37 в Тюмени, после чего приехал в Казань с целью продолжить получение образования. В 1988 году поступил на отделение научного коммунизма исторического факультета Казанского государственного университета имени В. И. Ульянова-Ленина, которое окончил в 1993 году уже в качестве отделения социологии. В 1993—1995 годах там же обучался в очной аспирантуре. В 1995 году стал ассистентом на кафедре социологии, и одновременно заместителем директора Центра социологии культуры при университете. С того же года вёл преподавательскую работу в университете, преподавая различные дисциплины в области социологии, социальных проблем, массовых коммуникаций.
В 1998 году в Казанском государственном университете получил учёную степень кандидата социологических наук, защитив диссертацию по теме «Конструирование социальных проблем в трансформирующемся обществе: теоретико-прикладной аспект» (специальность 22.00.04 — социальная структура, социальные институты и процессы); научный руководитель — кандидат социологических наук, доцент Рияз Минзарипов. В 2000 году стал доцентом кафедры социологии, а в 2001 году был утверждён в этом учёном звании. В 2003 году занял пост заместителя декана факультета журналистики и социологии Казанского университета по научной работе.
В 2006 году в Казанском государственном энергетическом университете получил учёную степень доктора социологических наук, защитив диссертацию по теме «Конструирование социальных проблем средствами массовой коммуникации» (специальность 22.00.04 — социальная структура, социальные институты и процессы); научный консультант — доктор исторических наук, профессор Эрик Рахматуллин; официальные оппоненты — доктор социологических наук, профессор Лариса Бурганова, доктор политических наук, профессор Михаил Назаров и доктор социологических наук, профессор Павел Романов; ведущая организация — Нижегородский государственный университет имени Н. И. Лобачевского.
Член Общества изучения социальных проблем (с 1995 г.), Российского общества социологов (с 2003 г.). Общий преподавательский стаж составляет 25 лет. Специализируется на изучении социального конструкционизма, теории, конструировании и дискурсе социальных проблем, медиа и девиантности, репрессивной уголовной политики как социальной проблемы, практики тюремного заключения в России и в других обществах, социальных проблем ВИЧ/СПИДа, стигматизации. Владеет английским языком, подготовил несколько переводов научных трудов. Является автором ряда публикаций, монографий, учебных пособий для студентов высших учебных заведений. По собственным словам, испытал большое влияние Жан-Поля Сартра, Альбера Камю, Зигмунта Баумана, Петра Штомпки, Чарльза Милса, Питера Бергера, Томаса Лукмана, Джона Китсьюза, Малькольма Спектора.

### Конфликт с ректором Гафуровым, уход из КФУ во ВШЭ
В 2011 году в ходе реорганизации университета Ясавеев выступил против переезда факультета журналистики и социологии в другое здание, отметив, что «в жестком, армейском стиле» людей просто «поставили перед фактом», потребовав от них перебраться на новое место за пять дней в середине семестра. По его инициативе ректору университета Ильшату Гафурову было направлено открытое письмо преподавателей и сотрудников факультета с призывом «изменить стиль управления университетом», так как работники «имеют право участвовать в обсуждении деятельности университета». В то же время, декан факультета Васил Гарифуллин попытался объяснить студентам, что от переезда все только выиграют, так как новое здание больше по площади, там есть столовая, спортивный и актовый залы. В то время Ясавеев отмечал, что «ожидать репрессий или санкций в свой адрес в ответ на письмо было бы странно», указывая: «Промолчать — значит, потерять уважение к себе». В итоге, его вызвали к проректору университета по образовательной деятельности Риязу Минзарипову, которому Ясавеев «пытался показать, что в университете есть проблемы с управлением и с организационной культурой», но «не очень достиг своей цели». С того времени началось публичное противостояние Ясавеева и Гафурова, причём первый отмечал, что до сложностей для подписантов письма «не дойдет, иначе это было бы просто дикостью». Впоследствии Ясавеев говорил, что события 2011 года стали для него «серьезной историей», с них «началось уничтожение университетской свободы и демократии».
В 2012 году Ясавеев направил генеральному прокурору Российской Федерации Юрию Чайке обращение с просьбой проверить факты из статьи журналиста Ирека Муртазина в Новой газете, где говорилось о связи Гафурова с организованной преступной группой «29-й комплекс» и о возможном заказе им убийства в период работы в Елабуге. После этого письма, во избежание «возможных осложнений» между руководством университета и факультетом Ясавеев по согласованию с Гарифуллиным ушел с должности его заместителя, оставшись преподавателем на кафедре. В ответ Гафуров заявил, что «негативно высказывавшийся о деятельности ректора» Ясавеев уволился «вполне закономерно», так как «у него с 2005 года было всего четыре научных публикации»; в реальности же, Ясавеев за время работы в институте выпустил более сорока научных статей. Против увольнения в своём обращении к ректору выступили студенты факультета журналистики и социологии, многие его выпускники, известные журналисты Казани и Татарстана, отметившие, что заявление Гафурова о якобы малом количестве научных публикаций не соответствует действительности, в чём можно убедиться на самом сайте университета. Также Гафуров заявил, что перед назначением на пост ректора прошёл «мощную проверку», отметив, что «к людям, которые не работают на престиж университета, и распространяют слухи, рано или поздно в пределах законодательства примут определенные адекватные меры»; таким образом, Гафуров имел ввиду Ясавеева, попросившего в ответном обращении не отождествлять критику в адрес ректора с критикой университета.
В дальнейшем, будучи членом Центрального совета Межрегионального профсоюза работников высшей школы «Университетская солидарность», Ясавеев акцентировал своё внимание на недостаточной оснащённости факультета учебным оборудованием, мизерных зарплатах преподавателей, в сравнении с автомобилем Lexus LX570, на котором ездил Гафуров, или его полётами в командировки за счёт университета. Сам Гафуров заявлял, что Ясавеев — «пустой», «у него никаких реальных предложений нет», «он всегда в оппозиции, что бы ни говорили». В 2012 году вместо факультета журналистики и социологии был создан Институт массовых коммуникаций и социальных наук, новым директором которого стал Наиль Мухарямов. В 2013 году появились слухи о том, что институт будет упразднён, а затем Мухарямов покинул пост директора и временно исполняющим его обязанности стал Минзарипов. В итоге, институт был возвращён обратно на историческое место, а Гафуров отметил, что этот переезд был «только на время ремонтных работ»; по оценке Ясавеева, таким образом «руководство вуза через три года само признало ошибочность этого решения». Параллельно, в 2012—2013 годах Ясавеев был ассоциированным научным сотрудником Лаборатории интернет-исследований Высшей школы экономики в Санкт-Петербурге.
В 2014 году Гафуров подтвердил слухи о реорганизации Института массовых коммуникаций и социальных наук с присоединением к нему философского факультета, в результате чего новую структуру возглавил его бывший декан Михаил Щелкунов. Тогда же стало известно, что для трудоустройства в новообразованный Институт социально-философских наук и массовых коммуникаций были уволены все сотрудники кафедры социологии, которым предложили заключить трудовые договора сроком на один год. Уволен был в том числе и Ясавеев, договор университета с которым должен был закончиться в 2015 году. По словам Ясавеева, «история с перезаключением договоров была затеяна только для того, чтобы появилась возможность меня исключить из университета», тогда как проректор Минзарипов на заседании кафедры социологии прямо заявил, что «нового трудового контракта с Ясавеевым не будет». Между тем, за Ясавеева вступились студенты, преподаватели и выпускники университета, а сам он в случае своего увольнения пообещал оспорить это решение в суде, в результате чего преподаватель всё-таки остался на работе. В том же году Ясавеев обратился к президенту России Дмитрию Медведеву с просьбой рассмотреть вопрос о снятии Гафурова с поста ректора, так как тот «привнёс в КФУ авторитарный стиль управления, полностью исключающий участие преподавателей и сотрудников в выработке и принятии решений».
В 2015 году, по истечении пятилетнего срока пребывания Ясавеева на посту доцента, директор Института Щелкунов объявил о конкурсе на замещение этой должности «в связи с оптимизационными мероприятиями», фактически столкнув его с доктором наук и доцентом той же кафедры Жанной Савельевой. В тот период Ясавеев оценивался как «один из самых лучших и талантливых преподавателей» КФУ, увольнение которого «вызовет повышенные репутационные издержки для Казанского университета». Из 53 вакантных должностей только на одну вакансию пришлось двое соискателей, которыми оказались именно Ясавеев и Савельева. В адрес руководства института было направлено обращение более ста коллег и студентов Ясавеева, в котором было указано, что его уход негативно скажется на уровне университетского образования. В итоге, Ясавеев снял свою кандидатуру с конкурса, а на самом заседании ученого совета об отказе занять должность в знак солидарности заявила и Савельева. В итоге конкурс был признан несостоявшимся, новый договор с университетом Ясавеев решил не заключать, и ушёл на работу в Центр молодежных исследований ВШЭ, где занял пост старшего научного сотрудника. Оставшись жить в Казани, стал работать в удалённом режиме, продолжив свою научную деятельность.
После ухода из университета, Ясавеев продолжил критиковать Гафурова за выстраивание им вертикали своей личной власти в университете, за требования к преподавателям публиковаться в мусорных журналах, за введение годичных контрактов для сотрудников, за введение запрета в КФУ на высказывание своего мнения, за создание обстановки страха и лицемерия в университетской среде. В 2021 году Гафуров был арестован по обвинению в заказном убийстве и связях с ОПГ, о чём Ясавеев просил прокуратуру провести проверку ещё в 2012 году, так и не получив никакого ответа. Высказываясь по этому поводу, Ясавеев отметил, что «Гафуров не принимал ценности академической культуры и уничтожил свободу слова и самоуправление, которые существовали в Казанском университете до его прихода», однако и радоваться его аресту в таком случае нельзя. По словам Ясавеева, в существующей системе назначения, а не избрания ректоров, «никто не может быть уверен в том, что следующий назначенец будет лучше Гафурова», и таковой институт ректорства нуждается в реформировании, тогда как арест самого ректора с использованием наручников и заточением в клетку показал всю репрессивность существующей в России уголовной политики.

### Общественно-политическая деятельность
Параллельно учебной и научной работе, ведёт активную общественно-политическую деятельность, является колумнистом изданий «Idel.Реалии», «Новая газета». С 1993 года регулярно участвует в экспедициях поискового отряда «Снежный десант» в Новгородской и Смоленской областях с целью поиска, установления имён и погребения останков солдат, погибших в Великой Отечественной войне; к современному «Поисковому движению России» относится как к пропагандистскому инструменту власти. По оценкам журналистов, Ясавеев занимает «ту позицию, которая ему покажется правильной и важной», он — «один из немногих моральных авторитетов нашей эпохи». Сам Ясавеев отмечал, что «апатия, пассивность, ощущение того, что ничего нельзя изменить, характерны для очень многих в нашем обществе», но при этом выражал свою оптимистичность насчёт студентов, указывая, что «у нас есть критически мыслящая, по-настоящему свободная молодежь, которая, кстати, не имеет чувства страха или не поддается ему». По собственным словам, Ясавееву «удаётся исключать влияние гражданской позиции на результаты исследований». В 2012 году выступил с одиночным пикетом против «закона Димы Яковлева» на улице Кремлёвской напротив приёмной президента Российской Федерации в Республике Татарстан. Полиция не препятствовала акции, однако спустя три дня в отношении Ясавеева был составлен протокол об административном правонарушении за «организацию публичного мероприятия без подачи в установленном порядке уведомления о проведении публичного мероприятия», и решением Вахитовского районного суда он был оштрафован на 20 тысяч рублей. Обжаловав это решение, в дальнейшем дело Ясавеева было закрыто Верховным судом Республики Татарстан, а штраф отменён.
Также занимается градозащитной деятельностью, в 2012 году стал членом совета татарстанского отделения Всероссийского общества охраны памятников истории и культуры. Активно высказывался по поводу сноса исторических памятников Казани, участвовал в протестах против уничтожения культурно-архитектурного наследия города, в частности, был членом городской инициативной группы по восстановлению дома Фукса, который в итоге был отреставрирован. В 2015 году, во время фотофиксации отсутствия пандусов на новопостроенной набережной Казанки, на Ясавеева напал генеральный директор производственно-строительного объединения «Казань», депутат Государственного совета Республики Татарстан от партии «Единая Россия» Равиль Зиганшин, порвавший тому рубашку за фотографирование своей машины. По указанию Зиганшина начальник службы безопасности ПСО «Казань» написал заявление в полицию на Ясавеева, который был задержан по обвинению в хулиганстве и нецензурной брани, а затем отпущен, написав ответное заявление. Ещё в 2010 году Ясавеев стал одним из координаторов инициативной группы «Город без преград», фокусируя своё внимание на проблемах доступности городских объектов для инвалидов и представителей маломобильных групп населения. В итоге, несмотря на посредничество городских чиновников и якобы выраженное желание забрать заявление со стороны Зиганшина, по решению Вахитовского районного суда Ясавеев был признан виновным в мелком хулиганстве и оштрафован на 600 рублей. В возбуждении же дела против Зиганшина было отказано. В дальнейшем, Ясавеев оспорил штраф в Верховном суде Республики Татарстан, но апелляционную жалобу отклонили и решение было оставлено в силе. В 2016 году был задержан полицией для «профилактической беседы» перед проведением одиночного пикета против засыпки реки Казанки и вырубки рощи у стадиона «Казань-Арена».
Ясавеев поддерживает участие оппозиции в выборах, считая это формой конструирования проблемы и выражения своего голоса, так как «важно бороться, даже в этих совершенно неравных обстоятельствах», сам он неоднократно участвовал в работе избирательных комиссий, считая себя не оппозиционером, а «критически мыслящим человеком». На выборах 2015 года после закрытия избирательного участка № 139 в Московском районе Ясавеевым вместе с другим членом УИК Артуром Гиматдиновым при подсчёте голосов были зафиксированы ровные пачки бюллетеней в урне для досрочного голосования, однако Следственный комитет и суд в двух инстанциях отказались признать вброс. Во время выборов 2020 года он был членом избирательной комиссии № 118 в Кировском районе, где во время пандемии коронавируса заразился инфекцией и заболел пневмонией, за что получил положенную законом компенсацию. Также на этих выборах Ясавеевым во время подсчёта голосов был зафиксирован вброс пачки из 16 бюллетеней за «Единую Россию» при вскрытии сейф-пакета досрочно проголосовавших. После того как другой член УИК Гиматдинов начал видеосъёмку стопки, телефон был выхвачен председателем комиссии, а по прибытии полиции все остальные написали заявления на Ясавеева и Гиматдинова по обинению в «несанкционированной видеозаписи и препятствовании работе», а они в свою очередь заявили о фальсификации выборов. В итоге, глава Центральной избирательной комиссии Республики Татарстан Андрей Кондратьев заявил, что никакого «инцидента нет», правоохранительные органы отказались возбуждать уголовное дело по заявлению Ясавеева, а Гиматдинов был оштрафован мировым судом Кировского района на 2 тысячи рублей за «вмешательство в осуществление полномочий избирательной комиссией».

В 2021 году Ясавеев был задержан на площади Камала за участие в акции протеста в поддержку Алексея Навального, после чего пробыл сутки в отделе полиции «Юдино», однако был отпущен отпущен без суда, будучи членом избирательной комиссии с правом решающего голоса, для ареста которого не было санкции прокурора Татарстана. В итоге, Вахитовский районный суд на следующий день признал Ясавеева виновным в «нарушении участником публичного мероприятия правил его проведения» и оштрафовал на 10 тысяч рублей, что безуспешно обжаловалось им в Верховном суде РТ. В том же году партия «Справедливая Россия» отозвала Ясавеева из членов избирательной комиссии № 118 с правом решающего голоса, что было аргументировано его участием в акции в поддержку Навального. В итоге, на выборах Ясавеев стал членом избирательной комиссии № 59 в Вахитовском районе с правом совещательного голоса. Во время работы на участке им была зафиксирована выдача справок избирателям о том, что они приняли участие в голосовании, что в ЦИКе объяснили давлением со стороны самих проголосовавших. Также, члены партии «Коммунисты России» всячески мешали Ясавееву наблюдать за ходом процесса и оттесняли наблюдателей от стола с бюллетенями. Кроме того, Ясавеев вместе с Гиматдиновым и ещё одним наблюдателем, Артёмом Байдиным, проголосовали за партию «Яблоко», однако в итоге в протоколе избирательной комиссии оказалось только два голоса, вместо трёх. Все трое подали заявление в Следственный комитет, обвинив комиссию в фальсификациях, однако дело возбуждать отказались, спустив жалобу в ЦИК, который обвинил самих наблюдателей в «создании провокационных ситуаций по отношению к избирательной комиссии». В итоге, Вахитовский районный суд также отказал в удовлетворении иска наблюдателей, отказавшись вообще рассматривать вопрос о фальсификациях и пропаже голоса по существу.
В феврале 2022 года выступил против вторжения России на территорию Украины, подписав соответствующее письмо учёного сообщества и отметив, что «Россия — открытый агрессор, а мы являемся гражданами страны, напавшей на другую», и «как граждане несем ответственность за эту агрессию, поскольку своими действиями или бездействием способствовали нахождению у власти Путина и его окружения». В том же месяце Ясавеев был задержан на улице Баумана, где развернул плакат «Это война, а не „спецоперация“! Нет войне!», а затем по решению Вахитовского районного суда был признан виновным в «повторном нарушении законодательства о митингах» и отсидел пять суток в спецприёмнике. В августе того же года дома у Ясавеева прошёл обыск, у него самого и членов его семьи отобрали технику, телефоны и банковские карты, а затем увезли на допрос в Следственный комитет. По некоторым данным, обыск мог быть связан с антивоенными материалами Ясавеева на сайте «Idel.Реалии», где, по заявлениям государственного агентства «Татар-информ», он «систематически публиковал статьи, направленные на дискредитацию ВС РФ». После нескольких часов допросов, в том числе в республиканском центре по противодействию экстремизму, Ясавеева отпустили домой. В сентябре Высшая школа экономики не продлила с Ясавеевым договор о преподавании, истекающий 31 декабря, поводом к чему он посчитал прошедший обыск и свою антивоенную позицию. Решение об обыске было принято по постановлению Советского районного суда Казани, на которое Ясавеев подал жалобу в Верховный суд Республики Татарстан, однако тот признал все следственные действия законными. 7 октября министерство юстиции Российской Федерации внесло Ясавеева в реестр «иностранных средств массовой информации, выполняющих функции иностранного агента», а 10 октября Высшая школа экономики уволила его письмом по электронной почте с формулировкой «в связи с отказом работника от продолжения работы в связи с изменением определенных условий трудового договора».
Статус «иноагента» никак не влияет на мое нежелание покидать страну. На мой взгляд, этот статус не сильно увеличивает риски преследования со стороны власти. Эти риски определяются не столько моими действиями и статусами, сколько интересами репрессивной машины, ее необходимостью создавать видимость борьбы с врагами внутри страны. Конечно, мы обсуждали и обсуждаем с близкими возможность отъезда, и решение оставаться в России является общим. Кроме того — и это самое главное — все риски, связанные с пребыванием в России и антивоенной позицией, выглядят совсем незначительными по сравнению с опасностями, бедами и страданиями, которые испытывают люди в обстреливаемых городах и селениях в Украине.Искэндэр Ясавеев о своём «иноагентстве», 2022 год.
В дальнейшем Ясавеев подал иск в Вахитовский районный суд с требованием восстановления на работе по причине нарушения трудового законодательства при вынесении решения об увольнении, однако на первом судебном заседании в 2023 году представители ВШЭ отказались восстановить его в должности из-за «установленных законом ограничений, связанных со статусом иностранного агента», которым запрещено заниматься просветительской деятельностью в отношении несовершеннолетних в государственных учебных заведениях. 30 января Ясавеева вызвали в Центр по противодействию экстремизму МВД по РТ под предлогом возвращения изъятых при обыске вещей, где ему вручили постановление о возбуждении административного дела по статье 20.3.1 («возбуждение ненависти либо вражды, а равно унижение человеческого достоинства») Кодекса об административных правонарушениях РФ, датированное 27 января. Основанием стала опубликованная в издании «Idel.Реалии» статья под названием «По-пацански или по-советски: почему Россия воюет?», где Ясавеев проанализировал связь логики действий российского руководства в Украине с криминальной культурой советских времён, и в которой со ссылкой на лингвистическую экспертизу якобы были обнаружены «признаки унижения человеческого достоинства по признаку социальной (профессиональной) принадлежности, возбуждения вражды, ненависти по отношению к группе лиц».

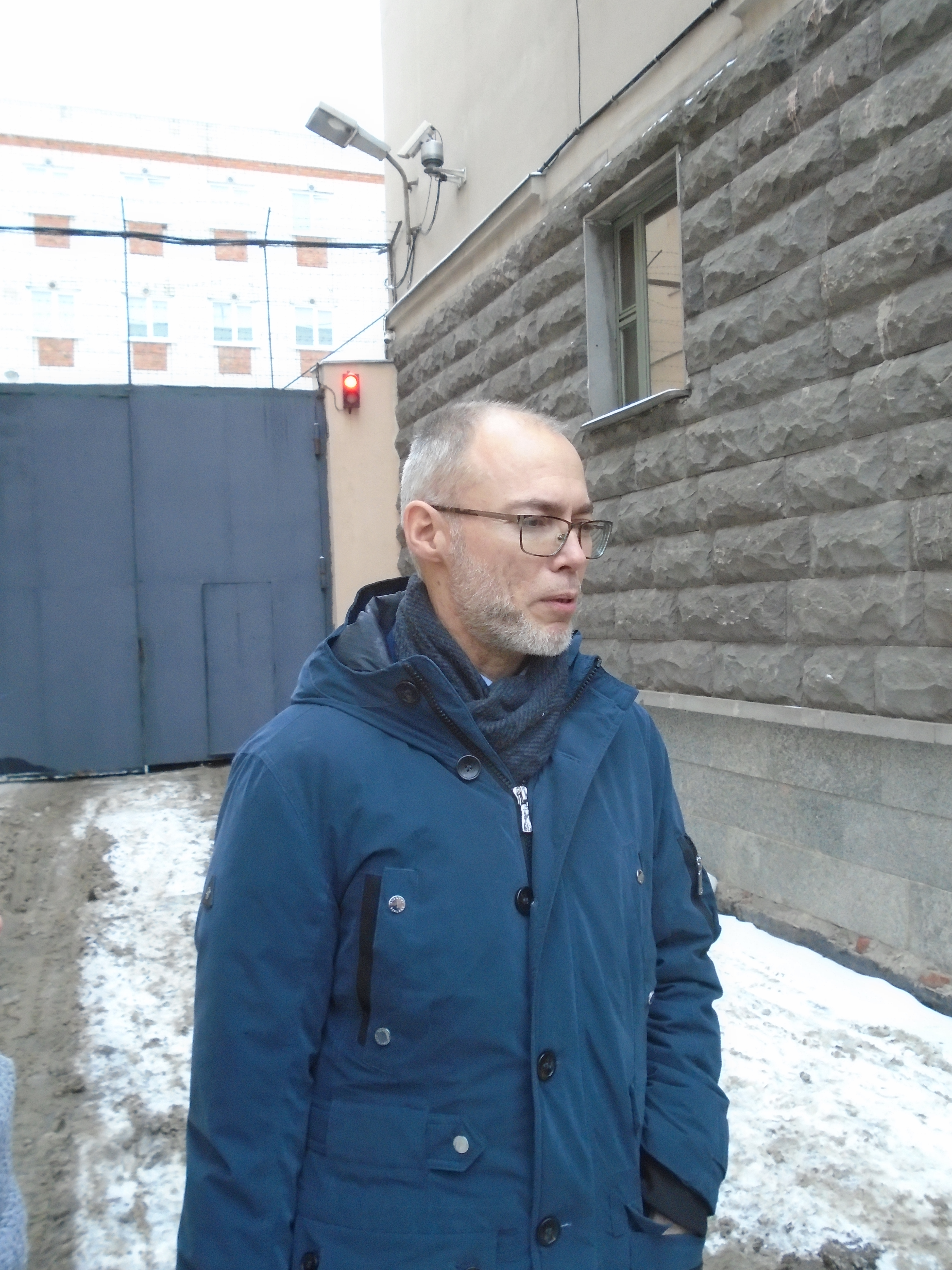
Ясавеев после выхода из спецприёмника. 2023 год

Заключение подготовил кандидат филологических наук Радик Галиуллин из Набережночелнинского государственного педагогического университета, обнаруживший негативное отношение Ясавеева к социальной группе «политические деятели», а также «использование коммуникативных средств для выражения угрозы в форме косвенного оправдания насилия со стороны «политических деятелей» в адрес россиян и мирового сообщества», в чём, по мнению журналистов, отсутствует логическая связь. В итоге, 6 февраля Вахитовский райсуд признал Ясавеева виновным и арестовал его на трое суток. Протест против приговора выразил президент медиакорпорации «Радио Свободная Европа/Радио Свобода» Джейми Флай, а также в Комитете защиты журналистов, однако на апелляции срок был оставлен в силе, который Ясавеев отбыл в изоляторе временного содержания Управления МВД по Казани.
Мы действительно пропустили этот поворот к милитаризму, не проблематизировали его. Если бы в России существовало сильное антивоенное движение хотя бы в последнее десятилетие, всё бы, возможно, развивалось по-другому. Признаки этой милитаризации стали наблюдаться, на мой взгляд, сразу после 2012 года. […] А надо было этому сопротивляться. Мы-то были уверены, что у всех в головах «только б не было войны», что за предыдущие десятилетия ценность мира настолько стала всем очевидна, а надо было, оказываться, уже тогда создавать антивоенные движения.Искэндэр Ясавеев, 2023 год.
В декабрея 2023 года Ясавеев вышел на согласованный пикет в поддержку журналистки Алсу Курмашевой, арестованной за неуводемление о втором гражданстве, после чего на него самого возбудили административное дело и оштрафовали на 15 тысяч рублей за плакат «Алсу Курмашева — журналистка, а не преступница».

## Признание

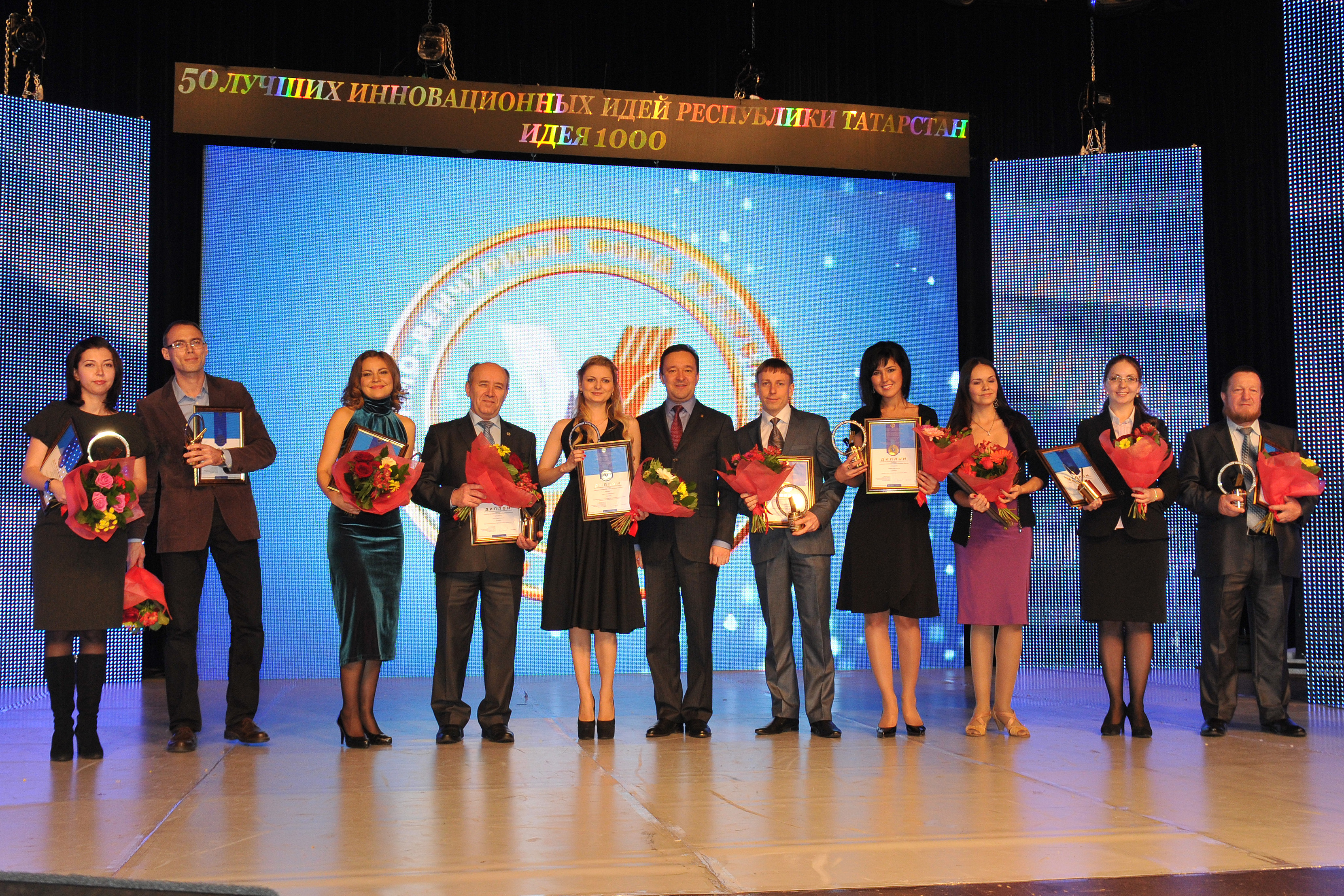
На церемонии награждения, 2011 год

- Победитель республиканского конкурса «Пятьдесят лучших инновационных идей для Республики Татарстан» в номинации «Социально-экономическое развитие Республики Татарстан» (2011 год) — за проект «Город без преград», интерактивную карту доступности городской среды для инвалидов. Награждён премьер-министром Республики Татарстан[тат.] И. Ш. Халиковым на торжественной церемонии в казанском культурно-развлекательном центре «Корстон»[141][142].

## Личная жизнь
Жена — Светлана, школьный учитель. Есть взрослые дети.

## Научные труды
Монографии, учебники, статьи
- Ясавеев И. Г. Курсовые и дипломные работы по специальности «Социология»: методологические указания. — Казань: Издательство Казанского университета, 1996. — 27 с.
- Ясавеев И. Г.и др. Социология: программы курса и планы семинарских занятий. — Казань: Издательство Казанского университета, 1997. — 30 с.
- Ясавеев И. Г. Социология социальных проблем: программы курса и планы семинарских занятий. — Казань: Издательство Казанского университета, 1999. — 60 с.
- Ясавеев И. Г. Социология социальных проблем: программы курса. — 2-е изд., перераб. и доп.. — Казань: Издательство Казанского университета, 2000. — 70 с.
- Ясавеев И. Г. Конструирование социальных проблем средствами массовой коммуникации. — Казань: Издательство Казанского университета, 2004. — 199 с. — ISBN 5746405272.
- Ясавеев И. Г. Курсовые и дипломные работы по специальности «Социология»: методологические указания. — Казань: Издательство Казанского университета, 2004. — 34 с.
- Ясавеев И. Г. Социальные проблемы и медиа: конструкционистское прочтение. — Saarbrücken: Lap Lambert Academic Publishing, 2010. — 231 с. — ISBN 9783843302531.
- Ясавеев И. Г. «Сижу за решеткой»: медиаобразы российских заключённых :  [рус.]. — Журнал исследований социальной политики. — Москва : Высшая школа экономики, 2010. — Т. 8, № 1: Конструирование социальных проблем, социальная политика и модернизация. — С. 53—68. — 137 с. — ISSN 1727-0634.
- Ясавеев И. Г. «Сдвинуть глыбу»: опыт публичной социологии в рамках университетского курса // Публичная сфера: теория, методология, кейс стади / науч. ред. Е. Р. Ярская-Смирнова, П. В. Романов. — Москва: ООО «Вариант», ЦСПГИ, 2013. — С. 105—122. — 360 с. — (Библиотека «Журнала исследований социальной политики»). — ISBN 9785903360772.
- Кольцова О. Ю., Ясавеев И. Г. Конструирование проблемы полицейского насилия в российской блогосфере: риторика, лейтмотивы и стили :  [рус.]. — Журнал социологии и социальной антропологии. — Москва : Федеральный научно-исследовательский социологический центр Российской академии наук, 2013. — Т. XVI, № 3. — С. 81—100. — 215 с. — ISSN 1029-8053.
- Ясавеев И. Г. «Ад – это мы сами…» (Рецензия на книгу: До и после тюрьмы: женские истории / под ред. Е. Омельченко. СПб.: Изд-во «Алетейя», 2012. 272 с. ISBN 978-5-91419743-5) :  [рус.]. — Журнал исследований социальной политики. — Москва : Высшая школа экономики, 2013. — Т. 11, № 1: Гендер, репродукция и социальный контроль. — С. 141—144. — 144 с. — ISSN 1727-0634.
- Ясавеев И. Г. Курсовые и выпускные квалификационные работы по направлению «Социология»: методическое указания для студентов бакалавриата. — Казань: Издательство Казанского университета, 2014. — 35 с.
- Ясавеев И. Г. Финский опыт сокращения числа заключенных и его применимость в тюркоязычных странах // Национальные стратегии развития тюркоязычных стран: материалы V Конгресса социологов тюркоязычных стран (Алматы, 25–26 апреля 2014 г.) / под общ. ред. М. М. Тажина. — Алматы: Институт философии, политологии и религиоведения КН МОН РК, 2014. — С. 242—251. — 590 с. — ISBN 9786013040066.
- Игнашин В. А., Ясавеев И. Г. Конструирование проблем насилия в полиции и «исправительных» колониях в российской блогосфере // XV апрельская международная научная конференция по проблемам развития экономики и общества: в 4-х книгах / отв. ред. Е. Г. Ясин. — Москва: Издательский дом Высшей школы экономики, 2015. — Т. 4. — С. 122—130. — 569 с. — ISBN 9785759812395.
- Ясавеев И. Г. Социолог как участник: версии публичной социологии и конструкционизма // Помогающие профессии: научное обоснование и инновационные технологии / под общ. ред. З. Х. Саралиевой. — Нижний Новгород: Издательство НИСОЦ, 2016. — С. 113—116. — 865 с. — ISBN 9785931161839.
- Ясавеев И. Г. Риторика контролируемого бедствия: специфика конструирования ФСКН проблемы потребления наркотиков :  [рус.]. — Журнал исследований социальной политики. — Москва : Высшая школа экономики, 2016. — Т. 14, № 1: Цифровая и аналоговая социальная политика. — С. 7—22. — 139 с. — ISSN 1727-0634.
- Ясавеев И. Г. Наркоистерия в «странах тюрем» :  [рус.]. — Журнал исследований социальной политики. — Москва : Высшая школа экономики, 2016. — Т. 14, № 3: Социальная стигматизация. — С. 437—440. — 448 с. — ISSN 1727-0634.
- Ясавеев И. Г. Лейтмотивы властной риторики в отношении российской молодёжи :  [рус.]. — Социологическое обозрение. — Москва : Высшая школа экономики, 2016. — Т. 15, № 3. — С. 49—67. — 260 с. — ISSN 1728-1938.
- Васильева Н. В., Майборода А. В., Ясавеев И. Г. «Почему уходят в ИГИЛ?»: дискурс-анализ нарративов молодых дагестанцев :  [рус.]. — Социологическое обозрение. — Москва : Высшая школа экономики, 2017. — Т. 16, № 2. — С. 54—74. — 365 с. — ISSN 1728-1938.
- Ясавеев И. Г. ВИЧ/СПИД в России: властная и активистская конструкции социальной проблемы :  [рус.]. — Социологическое обозрение. — Москва : Высшая школа экономики, 2019. — Т. 18, № 3. — С. 49—76. — 363 с. — ISSN 1728-1938.
- Ясавеев И. Г. Лейтмотивы властной риторики в отношении российской молодёжи // Молодёжь в городе: культуры, сцены и солидарности :  [рус.] / сост. и науч. ред. Е. Л. Омельченко. — Москва : Издательский дом Высшей школы экономики, 2020. — С. 162—177. — 502 с. — ISBN 9785759821281.
- Гончарова Н. В., Ясавеев И. Г. Конструирование смыслов поисковой работы в России: лейтмотивы властей и участников экспедиций :  [рус.]. — Мир России. — Москва : Высшая школа экономики, 2020. — Т. 29, № 1: Россия как реальность. — С. 153—173. — 193 с. — ISSN 1811-0398.
- Yasaveev I. Not an epidemic, but a global problem: the authorities’ construction of HIV/AIDS in Russia :  [англ.]. — Medicine. — Philadelphia, PA : Wolters Kluwer, 2020. — Vol. 99, no. 21. — P. e18945. — e18945—e20598 p. — doi:10.1097/MD.0000000000018945.
- Goncharova N., Yasaveev I. Constructing the Meanings of Second World War Search Work in Russia: «Patriotism» from the Perspective of the Authorities and Search Expeditions Participants // Youth in Putin's Russia :  [англ.] / ed. by E. L. Omelchenko. — Cham, Switzerland : Palgrave Macmillan, 2021. — С. 167—188. — 377 с. — ISBN 9783030829537.
- Yasaveev I. «Threat», «Protection», «Traditional Values» and «Patriotism»: Russian Authorities’ Discourse on Youth // Youth in Putin's Russia :  [англ.] / ed. by E. L. Omelchenko. — Cham, Switzerland : Palgrave Macmillan, 2021. — С. 189—206. — 377 с. — ISBN 9783030829537.
- Майборода А. В., Саблина А. А., Ясавеев И. Г. Государство для молодежи или молодежь для государства: дискурсы молодежной политики в странах Евросоюза и России :  [рус.]. — Социологическое обозрение. — Москва : Высшая школа экономики, 2021. — Т. 20, № 3. — С. 71—97. — 352 с. — ISSN 1728-1938.
- Кравцова А. Н., Лисовская И. В., Ясавеев И. Г. «Эта система делает только будущих зэков»: проблематизация дискурса исправления бывшими заключенными :  [рус.]. — Мир России. — Москва : Высшая школа экономики, 2022. — Т. 31, № 4: Общество и государство. — С. 79—99. — 184 с. — ISSN 1811-0398.

Составитель, переводчик
- Средства массовой коммуникации и социальные проблемы: хрестоматия / сост. И. Г. Ясавеев. — Казань: Издательство Казанского университета, 2000. — 222 с. — ISBN 5746404594.
- Аберкромби Н.[англ.] и др. Социологический словарь / пер. И. Г. Ясавеев. — 2-е изд., перераб. и доп.. — М.: Экономика, 2004. — 619 с. — ISBN 5282023342.
- Социальные проблемы: конструкционистское прочтение : хрестоматия / сост. И. Г. Ясавеев. — Казань: Издательство Казанского университета, 2007. — 274 с. — ISBN 97857464-14847.
- Полач Д. Социальные проблемы с конструкционистской точки зрения :  [рус.] / пер. с англ. И. Г. Ясавеева. — Журнал исследований социальной политики. — Москва : Высшая школа экономики, 2010. — Т. 8, № 1: Конструирование социальных проблем, социальная политика и модернизация. — С. 7—12. — 137 с. — ISSN 1727-0634.
- От «страны тюрем» к обществу с ограниченным причинением боли: финский опыт сокращения числа заключенных / сост. и пер. с англ. И. Г. Ясавеева. — Хельсинки: Национальный исследовательский институт правовой политики[фин.], 2012. — 199 с. — ISBN 9789517044073.
- Лаппи-Сеппала Т. Доверие, всеобщее благосостояние и политическая экономия: национальные различия в использовании тюремного заключения :  [рус.] / пер. с англ. И. Г. Ясавеева. — Журнал исследований социальной политики. — Москва : Высшая школа экономики, 2012. — Т. 10, № 4: Класс, гендер и неволя в государстве благосостояния. — С. 457—484. — 554 с. — ISSN 1727-0634.
- Лаппи-Сеппала Т. Доверие, всеобщее благосостояние и политическая экономия: национальные различия в использовании тюремного заключения. Продолжение :  [рус.]. — Журнал исследований социальной политики. — Москва : Высшая школа экономики, 2013. — Т. 11, № 1: Гендер, репродукция и социальный контроль. — С. 119—134. — 134 с. — ISSN 1727-0634.
- Ибарра П., Адорьян М. Социальный конструкционизм: социальные проблемы как выдвижение требований (часть 1) :  [рус.] / пер. с англ. И. Г. Ясавеева. — Социология: методология, методы, математическое моделирование. — Москва : Федеральный научно-исследовательский социологический центр Российской академии наук, 2019. — № 48. — С. 143—182. — 192 с. — ISSN 1994-8964.
- Ибарра П., Адорьян М. Социальный конструкционизм: социальные проблемы как выдвижение требований (часть 2) :  [рус.] / пер. с англ. И. Г. Ясавеева. — Социология: методология, методы, математическое моделирование. — Москва : Федеральный научно-исследовательский социологический центр Российской академии наук, 2019. — № 49. — С. 161—181. — 191 с. — ISSN 1994-8964.